# 间谍
間諜（英語：spy）是指潛入敵對勢力或競爭對手從事秘密刺探情報或是進行破壞活動工作的人，以此來使其所效力的一方有利。古代亦稱作細作。打入敵方組織內部並取得公開合法身份的稱為臥底、無間道、二五仔、內鬼。根據業務領域不同，間諜可分為軍事間諜與工業間諜（或稱商業間諜、經濟間諜）；根據秘密工作性質不同，可分為情報間諜（刺探情報）、行動間諜（顛覆、破壞、宣傳煽動等）、聯絡間諜（策反勾連）等。間諜為多方勢力同時服務，稱為“多重間諜”或“多面諜”。反間諜，也稱“反諜（報）”、防諜、肅偽。
法律意義上，間諜一般指外機構、組織、個人實施或者指使、資助、勾連策劃、配合的活動。境內的競爭企業之間的經濟間諜活動不構成刑事法律概念的“間諜”。 

## 歷史

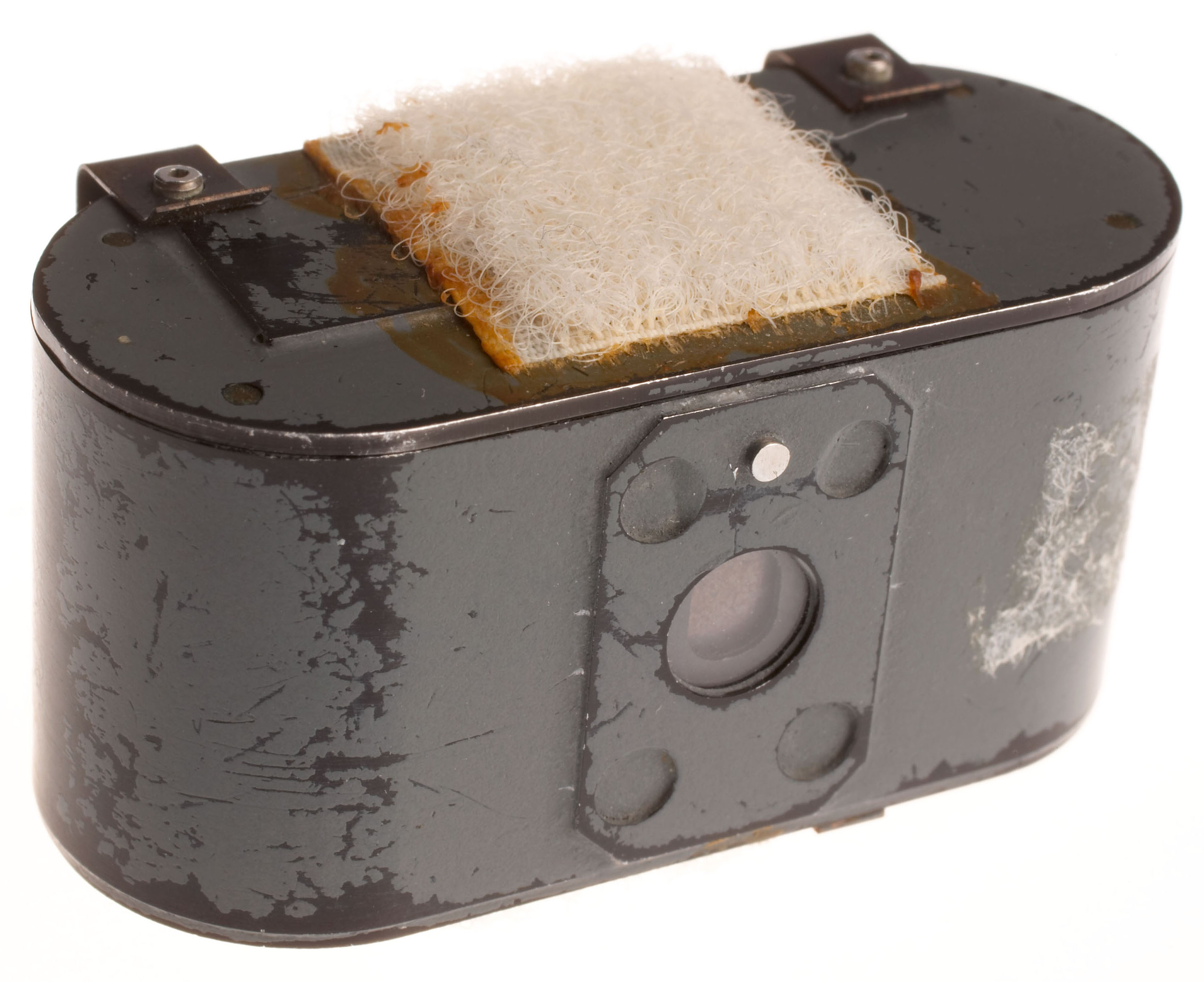
二戰間諜用黏貼式相機

很多關於間諜的事件都被保存至歷史內。而古代的著作例如：中國的《孫子兵法》，和著名的印度軍事專家考底利耶。《孫子兵法》還將間諜分成鄉間（又稱因間，敵人的同鄉）、內間（敵國的官吏）、反間（收買敵人的間諜）、死間（向敵人散佈謠言，事敗後，間諜必死）、生間（能活著回來的間諜）。
考底利耶的學徒，旃陀羅笈多，即古印度孔雀王朝的開國君主，熟用了暗殺和間諜活動等技巧，並將這些技巧寫在《政事論》裡。此外，希伯來人和古埃及人也有研究和使用到間諜的策略。在日本封建歷史上，君主們亦會使用忍者來收集敵軍的情報。到了近代，例如在英格蘭女王伊丽莎白一世的統治下，間諜更是扮演著一個很重要的角色。至於現代的間諜手法，當然會比以前的更加精彩。
國共內戰後期，胡宗南發現熊向晖是中共派來的間諜，卻不敢向上層報告，只好把他送出國唸書，使其不但圆满完成使命，更能全身而退，还得敵手资助出洋留學，最後成為中华人民共和国外交界的高級官員。在古今中外间谍史都是绝无仅有之特例，也是生間的代表作。
於冷戰時期，蘇聯和美國（及其他可能的国家）也極度地使用間諜，以收集關於核武器的秘密情報。但在現時，間諜手法則是用來對付那些，被視為是「恐怖份子」的毒品走私交易。在這三十年裡，美國不斷地提高自己國家的間諜技巧，來盜取與控制敵方的情報。隨著現代的技術迅速發展，舉個例子，像尼克松總統使用竊聽器一事（俗稱水門事件），和里根總統運用梯隊系統和Carnivore手法來防範敵人的間諜入侵，包括監視所有電子通訊儀器（例如手機、語音訊箱和電郵等等）。另外，蘇聯聲稱自己擁有最先進的網絡間諜，並能潛入敵人的保安地區，也因而引起了許多醜聞。
1960年代，海峽兩岸亦曾進行過為數不少的諜戰，而兩岸之間直到至少2011年都仍然互派間諜，如2011年台灣方面的羅賢哲少将便被揭發為大陸間諜，其潛伏達八年之久，也是迄今為止，台灣所查出最高職位的間諜，引起台灣朝野震撼。

## 簡介

### 定義
間諜活動是為某政府效力的一部分。換言之，政府是支持間諜活動的。「間諜」一詞很容易被人聯想成：某一個主權國家監視著自己的敵國。最早開始，間諜是用來刺探軍事方面的國家機密，但現今則蔓延至公司方面（俗稱商業間諜）。現時，有不少國家都會慣常地派出間諜去監視自己的敵人和盟友，但他們從不將這些資料透露給大眾。另外，經常運用間諜的國家，往往都會去組織一個或多個特別的公司或團體來掩護其行動，例如：國際私人軍事保安組織（SCG International Risk）。1990年的布萊克法律詞典（Black's Law Dictionary）將動詞「間諜」下了一個定議，意為：「……收集、傳送或泄漏關於國防的情報」。
名詞「情報人員」，即間諜，也就是專門被僱來做這種事的人。他代表軍隊、警察或情報機構裡面其中一員。他們專門去收集、融合和分析取回來的情報，以方便給政府提供對策。大體來說，情報人員往往會潛入對方的國家，然後收集和運行情報。這就成為了他們自己國家的間諜。這類間諜被稱為「鼴鼠」（mole）或「投誠者」（defector）。

### 風險
間諜活動的風險總是在變化，舉一個例子，譬如一名間諜在其他的國家內，違反了當地的法規，就會被人以間諜罪名放逐、囚禁，或甚至被處死。如果在自己的國家裡犯了法，則會被以叛國的罪名囚禁，同樣有機會被處死（羅森堡即屬一例）。另外，有一位美國中央情報局官員，名叫阿尔德里奇·艾姆斯，他因將情報偷賣給蘇聯的克格勃，而被联邦调查局拘捕，更會有可能面對終身監禁。雖然擁有外交豁免權，但他仍被人視為「不受歡迎的人」，然後被帶往機場。艾姆斯的妻子害怕如果丈夫不遵守這些條件的話，可能會被判終身監禁。所以，艾姆斯選擇遵守，而最終則被監禁五年。弗朗西斯·萊德蒙德，同樣也是一位美國中央情報局官員，因為窺探中國的情報而被監禁了19年，更死在那裡。

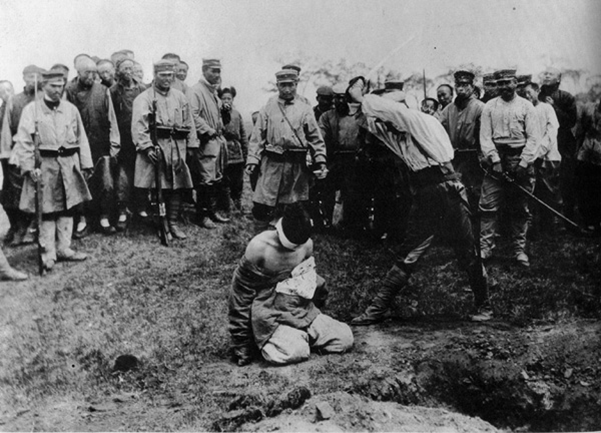
圖為日俄戰爭時期，中國遼寧省开原市一正被斬首的間諜

于英国居住的前苏联克格勃上校利特維年科遭遇历史上最昂贵的投毒——价值三千万欧元的钋-210，创造了另类的吉尼斯世界纪录。
一些從事間諜活動的警察亦被稱作“臥底”或“邊緣人”，其人身及心理方面的風險程度亦很高。因為此項任務通常由年輕的警員擔當數月，數年甚至更長時間搜集犯罪集團的證據，而任務成功的前提往往是必須取得對方的信任方可實現，當事人亦會犧牲自己的親情，愛情，友情，甚至一些警方臥底因為需要博取對方信任，擁有極大地大無畏精神，以身試法進行販毒，吸毒，軍火買賣或傷害他人身體的非法活動，對於他們的自身健康和心理狀態產生嚴重的後果和負擔，當任務一經成功，這種犧牲自我保全大多數警隊同僚的方式往往會得到警隊內部乃至政府方面的嘉獎，甚至豐厚到足以直接退休的程度，但只要失敗一次，其生命亦會受到非常嚴重的威脅。

## 諜報資源

### 相關技術
技术情报方面的经费往往超过了人员费用。
- 间谍卫星
- 窃听器
- 数据挖掘
- 社交工程

### 隨身物品
- 易容皮箱（必要時易容化妆混入人群逃匿）[來源請求]
- 錄音設備（小型錄音機、錄音筆、MP3等）
- 監聽設備
- 卫星电话
- 隨身武器（通常為9毫米手槍，另有貝瑞塔或科特12毫米手枪，附雷射筆小型手電筒和消音器，短刀；亦有有大型武器，通常是狙擊步槍、狙擊槍或是經過改造的中遠程步槍，由專人攜帶給予之。[來源請求]甚至有仿成公事包的槍存在。）
- 火藥裝置（不常攜帶，除為破壞敵方裝置，否則僅帶迷你型以隨身自保）[來源請求]
- 萬用鑰匙（開鎖用）
- 攝錄設備（如名片型偵攝機、微型相机）

## 各地情報機構
- 黎巴嫩
  - 黎巴嫩安全總局[8]
- 美国
  - 中央情报局（CIA）
  - 国家安全局（NSA）
  - 联邦调查局国家安全处（／）
  - 海军情报局

- 苏联
  - 国家安全委员会（克格勃 KGB）
  - 苏联武装力量总参谋部情报总局（格鲁乌）

- 俄羅斯
  - 联邦安全局
  - 俄罗斯联邦武装力量总参谋部情报总局（格鲁乌）

- 英国
  - 軍情五處（MI5）（即：英國安全局）
  - 军情六处（MI6）（即：秘密情報局）

- 以色列
  - 以色列情報及特殊使命局（即：摩薩德）（The Mossad）

- 中华人民共和国
  - 国家安全部（MSS）
  - 公安部国内安全保卫局
  - 中央军委联合参谋部情报局
  - 中央军委政治工作部联络局
  - 解放军战略支援部队网络系统部
  - 中共中央统一战线工作部

- 中華民國
  - 國家安全局（NSB）
  - 軍事情報局（MIB）
  - 法务部调查局（MJIB）
  - 中國國民黨中央委員會大陸事務部

- 朝鮮民主主義人民共和國
  - 國家安全保衛部（SSD）

- 大韓民國
  - 國家情報院（NIS）

- 英屬香港 →  香港特別行政區
  - 香港政治部（已於1995年解散）（SB）
  - 國家安全處（NSD）

- 德国
  - 聯邦情報局（BND）

- 加拿大
  - 國家安全情報局（CSIS）

## 諜報作品
近代影視作品中，警隊與黑幫的臥底題材取得了一定程度的成功，因為劇情往往比較刺激，受到影迷的熱捧，比較著名的有英国电影《007》系列，美國電影好萊塢《不可能的任務》系列，《金牌特務系列》，《TF2》香港電影《門徒》、《無間道》系列和《使徒行者》系列